# Trettenbron
Trettenbron var en 148 meter lång fackverksbro av limträ över Gudbrandsdalslågen och över vägen E6 i Øyer kommun i Gudbrandsdalen.  Fylkesveg 254 går över bron som öppnade för trafik 2012. Träbron ersatte en fackverksbro i stål från 1895 på samma plats.
Trettenbron konstruerades av Norconsult och levererades av Moelven 2011.

Den 15 augusti 2022 kollapsade bron med en lastbil och personbil på bron. En bro med samma konstruktion, Perkolobron vid Sjoa, invigd 2014, kollapsade 2016.  Utöver dessa två finns ytterligare flera broar av samma konstruktion i Norge, och den 16 augusti 2022 beslutade Statens vegvesen att stänga 14 fackverksbroar i trä till dess att orsaken till Trettenbrokollapsen är utredd.

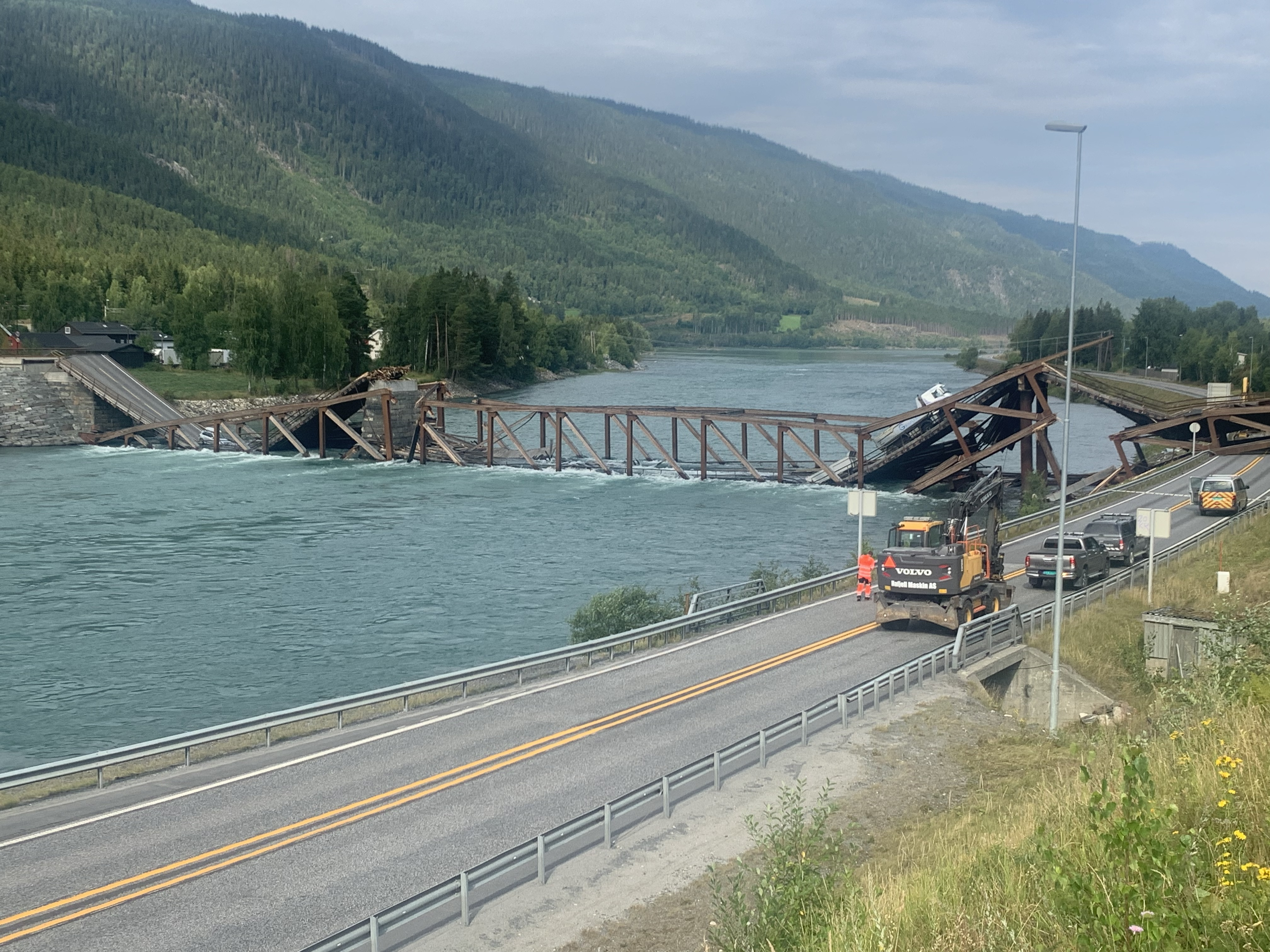
Trettenbron 15 augusti 2022